# Game of Werewolves – Die Jagd beginnt
Game of Werewolves – Die Jagd beginnt ist eine spanische Horrorkomödie von Juan Martínez Moreno. Der Film hatte im Oktober 2011 am Sitges Film Festival Premiere.

## Handlung
Der Film beginnt im Jahr 1910 in dem Dorf Arga in Galicien. Die Gräfin Mariño hat, nach zahlreichen vergeblichen Versuchen schwanger zu werden, einen Mann aus einer durchreisenden Zigeunergruppe entführt und zum Beischlaf gezwungen. Um ihre Tat und den Vater ihres Sohnes zu verheimlichen, lässt sie alle Zigeuner ermorden. Die Ehefrau des entführten Zigeuners verflucht das Dorf mit ihren letzten Worten. Der Sohn der Gräfin soll mit zehn Jahren zum Werwolf werden.
Genau 100 Jahre später besucht der erfolglose Schriftsteller Tomás Mariño, letzter männlicher Nachfahre der Gräfin, Arga. Daraufhin versuchen die Dorfbewohner, ihn dem Werwolf zu opfern, um den Fluch aufzuheben. Gemeinsam mit seinem Editor Mario und seinem Kindheitsfreund Calisto versucht Tomás sich zu retten.

## Kritik
„Game of Werewolves ist hübsch-harmlose Horror-Comedy, die zwar nicht gerade originell und ein wenig zu lang geraten ist, jedoch mit Charme und Verspieltheit auftrumpft.“

„Ein humorvoller, bewusst altmodischer Werwolffilm fast völlig ohne Spezialeffekte und ohne schmalzige Liebesgeschichte, das hat Seltenheitswert. Allein deshalb sollten Genrefans einen Blick auf Game of Werewolves werfen. Viel gegruselt wird zwar nicht, dafür umso mehr gelacht.“

## Auszeichnungen
- Fantasporto 2012: Special Mention of the Jury, Critics Award[3]
- San Sebastián Horror and Fantasy Film Festival 2012: Publikumspreis[4]